# Henry Kolker

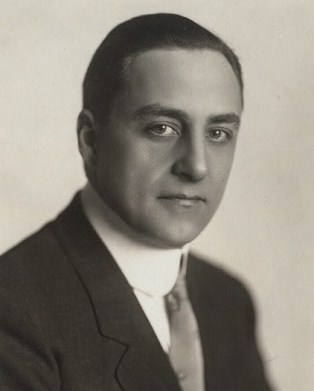
Henry Kolker (um 1910)

Henry Kolker (* 13. November 1870 oder 1874 in Berlin, Deutschland oder Quincy, Illinois; † 15. Juli 1947 in Los Angeles, Kalifornien) war ein US-amerikanischer Schauspieler und Stummfilmregisseur.

## Leben
Henry Kolker wurde als Sohn des gebürtig aus der Nähe von Fulda kommenden Deutschamerikaners Wilhelm Kolker (1830–1909) und seiner Ehefrau Katherina Metzger Kolker (1841–1932) geboren. Wilhelm Kolker war 1850 in die USA ausgewandert und hatte sich dort ein Einzelhandelsgeschäft aufgebaut. Über die Geburtsumstände von Henry Kolker herrscht einige Verwirrung, sowohl 1870 als auch 1874 werden etwa gleichrangig genannt. Einige Quellen gehen als Geburtsort von Quincy aus, wo die Familie Kolker lebte, andere nennen aber auch, dass er in Berlin geboren sei und sich dort bis zu seinem fünften Lebensjahr aufgehalten habe.
Kolker gab sein Debüt am Broadway im Jahre 1902, wahrscheinlich war er aber auch schon zuvor einige Jahre als Schauspieler tätig gewesen. Insgesamt trat er am Broadway bis 1917 in 17 Stücken auf und gewann eine große weibliche Anhängerschaft. Er spielte an der Seite berühmter Schauspielerinnen wie Edith Wynne Matthison, Bertha Kalich und Ruth Chatterton. Er unternahm auch Tourneereisen bis nach Australien.
Nachdem er den Broadway verlassen hatte, begann er bei dem amerikanischen Stummfilm als Filmschauspieler und -regisseur zu arbeiten. Er führte bis 1924 bei 18 Filmen Regie, darunter eine Biografie über Benjamin Disraeli mit dem Theaterstar George Arliss in der Hauptrolle, die heute als verschollen gilt. Ab Mitte der 1920er-Jahre arbeitete er ausschließlich als Schauspieler, bis 1947 hatte Kolker über 170 Filmauftritte. Die meisten seiner Auftritte waren Nebenrollen, die allerdings meistens einen Credit im Vor- oder Abspann erhielten.
In der Tonfilmära trat Kolker oftmals als strenge, unfreundliche Autoritätsfigur in Erscheinung. Er spielte beispielsweise einen Staatsanwalt im Mary-Pickford-Drama Coquette (1929) neben Mary Pickford und war im Pre-Code-Film Baby Face (1933) als älterer Manager zu sehen, der der jungen Barbara Stanwyck verfällt. Seinen heute vielleicht bekanntesten Auftritt hatte er 1938 unter der Regie von George Cukor, als er den materialistisch eingestellten Vater von Katharine Hepburn in der Tragikomödie Die Schwester der Braut spielte. Gelegentlich konnte Kolker jedoch auch freundlichere Charaktere verkörpern, so als Bruder Laurence in der Shakespeare-Verfilmung Romeo und Julia (1936) neben Norma Shearer und Leslie Howard.
In den 1940er-Jahren zog Kolker sich zunehmend aus dem Schauspielgeschäft zurück und spielte nur noch vereinzelt kleinere Rollen. Er war in zweiter Ehe seit 1926 mit Margaret Bruenn verheiratet, sie hatten ein Kind. Kolker starb an den Folgen eines Sturzes und wurde im Forest Lawn Memorial Park, Glendale, beigesetzt.

## Filmografie (Auswahl)
- 1915: The Bigger Man
- 1919: The Brat
- 1925: Charleston-Girls (Sally, Irene and Mary)
- 1929: The Valiant
- 1929: Coquette
- 1930: Du Barry, Woman of Passion
- 1931: Indiscreet
- 1932: Ein Dieb mit Klasse (Jewel Robbery)
- 1932: Die große Pleite (The Crash)
- 1932: Die Frau im U-Boot (Devil and the Deep)
- 1932: Rasputin: Der Dämon Rußlands (Rasputin and the Empress)
- 1933: Baby Face
- 1933: Walking Down Broadway
- 1933: Die Hölle aus Stahl (Hell Below)
- 1933: Zwischen heut und morgen (Gabriel Over the White House)
- 1933: The Keyhole
- 1933: The Power and the Glory
- 1933: Verschollen in New York (Bureau of Missing Persons)
- 1933: Alles für das Kind (A Bedtime Story)
- 1934: Wonder Bar
- 1934: A Lost Lady
- 1934: She Loves Me Not
- 1934: Frauen am Scheidewege (Imitation of Life)
- 1934: Treffpunkt: Paris! (Now and Forever)
- 1934: Millionäre bevorzugt (The Girl From Missouri)
- 1934: Schwarzer Mond (Black Moon)
- 1935: Das schwarze Zimmer (The Black Room)
- 1935: Ein Arzt für alle Fälle (Society Doctor)
- 1935: Mad Love
- 1935: Der Untergang von Pompeji (The Last Days of Pompeii)
- 1935: Diamanten-Jim (Diamond Jim)
- 1935: Das Rätsel von Zimmer 309 (One New York Night)
- 1935: Der Jazzkadett (Shipmates Forever)
- 1935: Reckless
- 1935: Red Salute
- 1935: The Case of the Curious Bride
- 1936: Wem gehört die Stadt? (Bullets or Ballots)
- 1936: Theodora wird wild (Theodora Goes Wild)
- 1936: Romeo und Julia (Romeo and Juliet)
- 1937: Maria Walewska (Conquest)
- 1937: Im Kreuzverhör (Maid of Salem)
- 1937: Green Light
- 1938: Die Schwester der Braut (Holiday)
- 1938: The Invisible Menace
- 1938: Mein Mann, der Cowboy (The Cowboy and the Lady)
- 1938: Die Abenteuer des Marco Polo (The Adventures of Marco Polo)
- 1938: Zu heiß zum Anfassen (Too Hot to Handle)
- 1938: Marie-Antoinette
- 1939: Verrat im Dschungel (The Real Glory)
- 1939: Union Pacific
- 1941: Las Vegas Nights
- 1941: Die Frau mit der Narbe (A Woman’s Face)
- 1942: Reunion in France
- 1944: Bluebeard
- 1947: Das Doppelleben des Herrn Mitty (The Secret Life of Walter Mitty)